# Carl E. Simonsen
Carl Emil Simonsen (født 16. februar 1855 i Middelfart, død 18. september 1939) var en dansk forfatter og redaktør, som i sine bøger blandt andet skrev om danskerne på begge sider af den dansk-tyske grænse. Han debuterede i 1883 med romanen Afholdsvennen, og i 1939 udgav han sin sidste bog, 50 år som skribent; Meninger og minder.  Carl E. Simonsen  var forretningsfører og journalistisk medarbejder på Aftenbladet.